# Гелагаев, Сайд-Магомед Магомедович
Сайд-Магомед Магомедович Гелагаев (род. 23 августа 1937, Грозный) — чеченский писатель, поэт, публицист, педагог.

## Биография
Родился в Грозном. В 1944 году был депортирован. В депортации семья жила в селе Мерке Жамбылской области Казахстана. Там же он окончил школу. После восстановления Чечено-Ингушетии семья вернулась в родной город, но не смогла попасть в свой дом, так как в нём жили другие люди. Обращения к властям не помогли и семье пришлось на время перебраться в Урус-Мартан. Окончил заочное отделение Чечено-Ингушского педагогического института, по окончании которого работал преподавателем чеченского и русского языков и литератур. После института он работал учителем чеченского языка и литературы в селе Хал-Келой. Через несколько лет он переехал в Грозный, где до выхода на пенсию преподавал в средней школе № 11 и ПТУ № 11. Его педагогическая деятельность отмечена грамотами и дипломами Чечено-Ингушкой АССР и Чеченской Республики.
Ещё в школьные годы начал писать стихи на русском языке, а со временем, освоив родной язык — и на чеченском. В 1960-е годы его стихи стали публиковаться на страницах местных газет и журналов. Затем последовали публикации в сборниках молодых литераторов Чечено-Ингушетии. Значительное место в его творчестве занимают также произведения для детей. Будучи страстным любителем птиц, он держал их дома. Это натолкнуло его на мысль написать книгу «Мир птиц — мой мир». За ней последовала другая книга о природе — «Мир животных и растений». За популяризацию знаний о природе он был принят в Международный клуб орнитологов.